# Język orokolo
Język orokolo, także: elema zachodni, bailala (a. vailala), haira, kaipi, kairu-kaura, muro (a. muru) – język papuaski używany w prowincji Gulf w Papui-Nowej Gwinei. Według danych z 1977 roku posługuje się nim 13 tys. osób.
Był stosowany jako lingua franca w działalności misjonarskiej. Piśmiennictwo religijne w języku orokolo powstało w I poł. XX w.
Jest jednym z języków elema, które to bywają klasyfikowane w ramach języków transnowogwinejskich, jednakże taka ich przynależność nie została dostatecznie udowodniona.
Nazwa „orokolo”, odnosząca się do języka i grupy etnicznej, znaczy tyle, co „liście oro (hibiskusu)”.
Badaniem tego języka zajmował się H.A. Brown, autor pracy porównawczej (1972) i słownika (1986) . Jest zapisywany alfabetem łacińskim.